# Kataller Toyama
Kataller Toyama (jap. カターレ富山 Katāre Toyama) – japoński klub piłkarski, z siedzibą w Toyamie, w prefekturze o tej samej nazwie, w regionie Chūbu. Został założony w 2007, w wyniku fuzji ALO's Hokuriku i YKK AP SC. Klub obecnie występuje w J2 League (2. poziom rozgrywek).

## Nazwa i herb
Słowo "kataller" jest połączeniem frazy katare (勝たれ), która w dialekcie Toyama oznacza "wygrać", oraz francuskiego aller, "iść". Ta fraza ma również być grą słów z włoskim cantare, "śpiewać", oraz japońskim katare (語れ), "rozmawiać" (napisane innym znakiem kanji).
Herb ma kształt tulipana, oficjalnego kwiatu Prefektury Toyama.